# Chāndogya Upaniṣad
La Chāndogya Upaniṣad è una delle Upaniṣad più antiche e ampie del corpus delle Upaniṣad vediche. Si tratta probabilmente, assieme alla Bṛhadāraṇyaka Upaniṣad, dell'unica Upaniṣad pre-buddhista esistente. 
La Chāndogya Upaniṣad afferisce a quella parte della Śruti (lett. "cose udite") riguardante il Sāmaveda, ovvero a quel libro del Veda contenente informazioni pertinenti all'immusicazione degli inni del Ṛgveda. I sacerdoti delle scuole del Sāmaveda, (la leggenda vuole che ne esistessero mille), erano chiamati udgātṛ. Il termine chāndoga (s.m. sanscrito, "cantore in metri"), veniva utilizzato per indicare questi particolari sacerdoti, il che spiegherebbe dunque il nome di questa Upaniṣad, il cui significato letterale è: "Upaniṣad dei chāndoga".

## Suddivisione e contenuti
La Chāndogya Upaniṣad è inserita nel Chāndogya Brāhmaṇa, (I Brāhmaṇa sono un vasto corpus di testi ancillari ai Veda, di carattere spesso esegetico), di cui costituisce gli ultimi otto capitoli(prapāṭaka, s.m., lett. "letture"). Il Chāndogya Brāhmaṇa è il manuale rituale del chāndoga, (l'udgātṛ), ovvero colui che, durante i sacrifici (yajña), era designato ad intonare le melodie del Sāmaveda. Seguendo questo concetto, è possibile un'interpretazione filosofico-religiosa in cui il testo (si intende sempre testo orale!) è suddiviso in maniera simile ai sāman (canti) intonati dall'udgātṛ:
1. hiṅkāra, canto della sillaba hum intonata dallo stesso udgātṛ;
2. prastāva, il preludio cantato dal primo assistente dello udgātṛ indicato come prastoṭr;
3. udgītha, il sāman vero e proprio cantato dallo stesso udgātṛ;
4. pratihāra, l'antistrofe cantata dal secondo assistente dello udgātṛ indicato come pratihartṛ;
5. nidhana, il coro finale cantato insieme dai tre chāndoga.

La Chāndogya Upaniṣad è suddivisa in otto capitoli detti prapāṭaka a loro volta suddivisi in paragrafi detti kaṇḍa (s.m.) questi a loro volta suddivisi in versi. Questa Upaniṣad non possiede un percorso consequenziale quanto piuttosto corrisponde a delle riflessioni meditative, filosofiche e religiose sulle pratiche cultuali dei sacerdoti udgātṛ a cui veniva affidato il canto del Sāmaveda.
(Chāndogya Upaniṣad VI,2,1-3. Traduzione in italiano di Carlo Della Casa pubblicata in Upaniṣad. Torino, UTET, 1983, pag.242)